# Tamburini
La Pontificia Fabbrica d'organi Comm. Giovanni Tamburini è stata una delle più rinomate ditte organarie italiane; la sua attività iniziò nel 1893 con Giovanni Tamburini e continua con la Fabbrica d'organi Comm. Giovanni Tamburini di Saverio Anselmi Tamburini.

## Storia
La famiglia Tamburini ha costruito alcuni fra gli organi più grandi ed importanti d'Italia. Il capolavoro è indubbiamente l'organo di cinque manuali al Duomo di Messina (1938). Un altro strumento, il più grande in Italia, è quello, anch'esso di cinque manuali, al Duomo di Milano (1937-8), ordinato da Mussolini e costruito con la partecipazione dell'organaro Mascioni di Cuvio. L'organo fu installato durante il direttorato di Marziano Perosi.
Alla morte del fondatore Giovanni, la ditta fu retta per un periodo dalla figlia Cecilia e dal genero Umberto Anselmi. Quindi a loro successe il figlio Franco Anselmi Tamburini, morto nel 2001.
A seguito del fallimento della ditta nel 1996, proseguono oggi l'attività due pronipoti del fondatore Giovanni, titolari ognuno di una propria casa organaria:
- Fabbrica d'organi Comm. Giovanni Tamburini di Saverio Anselmi Tamburini, figlio di Franco, situata a Crema (CR)[1];
- Ditta Claudio Anselmi Tamburini, con sede in Asciano (SI). Questa Ditta ha terminato l'attività nel 2022.

## Opere

### Principali
| Opus | Anno | Località                              | Edificio                                            | Tastiere | Registri | Immagine |
| ---- | ---- | ------------------------------------- | --------------------------------------------------- | -------- | -------- | -------- |
| 1    | 1894 | Nogarè di Crocetta del Montello       | Chiesa di S. Andrea Apostolo                        | II/P     | 12       |          |
| 2    | 1894 | Asiago                                | Duomo di S. Matteo Apostolo                         | II/P     | 29       |          |
| 3    | 1895 | Pudiano di Orzinuovi                  | Chiesa sussidiaria di S. Giorgio                    | I/P      | 9        |          |
| 9    | 1898 | Santa Cristina di Quinto di Treviso   | Chiesa di Santa Cristina                            | II/P     | 22       |          |
| 10   | 1898 | Barco di Orzinuovi                    | Chiesa di San Gregorio Magno                        | I/P      | 7        |          |
| 12   | 1899 | Padernello di Paese                   | Chiesa di S. Lorenzo Diacono e Martire              | II/P     | 23       |          |
| 13   | 1899 | Gerolanuova di Pompiano               | Chiesa di San Raffaele Arcangelo                    | I/P      | 9        |          |
| 21   | 1903 | Vigonovo di Fontanafredda (Pordenone) | Chiesa Arcipretale (S.Maria Assunta)                | II/P     | 29       |          |
| 16   | 1905 | Piacenza                              | Duomo di Piacenza                                   | II/P     | 30       |          |
| 29   | 1906 | Montodine                             | Santa Maria Maddalena                               | II/P     | 19       |          |
| 43   | 1911 | Milano                                | Chiesa di Sant'Alessandro in Zebedia                | II/P     | 45       |          |
| 51   | 1911 | Treviso                               | Chiesa di Sant'Agnese                               | II/P     | 11       |          |
| 59   | 1913 | Mogliano Veneto                       | Chiesa di Santa Maria Assunta                       | II/P     | 26       |          |
| 65   | 1914 | Pisa                                  | Chiesa di Santo Stefano dei Cavalieri               | III/P    | 80       |          |
| 66   | 1915 | Treviso                               | Duomo di Treviso                                    | III/P    | 72       |          |
| 67   | 1915 | Villachiara                           | Chiesa di Santa Chiara                              | II/P     | 17       |          |
| 92   | 1925 | La Spezia                             | Santuario di Nostra Signora della Salute            | II/P     | 22       |          |
| 94   | 1925 | Treviglio                             | Basilica Minore SS. Martino e Maria Assunta         | II/P     |          |          |
| 119  | 1928 | Roma                                  | Basilica dei Santi Ambrogio e Carlo al Corso        | III/P    | 39       |          |
| 128  | 1929 | Selva del Montello                    | Chiesa di S. Silvestro Papa                         | II/P     | 24       |          |
| 129  | 1929 | Genazzano (Rm)                        | Santuario Madre del Buon Consiglio                  | II/P     | 29       |          |
| 134  | 1931 | Firenze                               | Basilica di Santa Croce                             | IV/P     | 98       |          |
| 142  | 1932 | Spoleto                               | Duomo di Spoleto                                    | II/P     | 26       |          |
| 148  | 1933 | Lima - Perú                           | Basilica di Maria Ausiliatrice                      | II/P     | 34       |          |
| 154  | 1934 | Roma                                  | Sant' Eusebio                                       | II/P     | 28       |          |
| 169  | 1936 | Torino                                | Chiesa di Gesù Adolescente                          | II/P     | 24       |          |
| 191  | 1938 | Milano                                | Duomo di Milano                                     | V/P      | 194      |          |
| 196  | 1939 | Fara Gera d'Adda                      | Parrocchia di Sant'Alessandro M.                    | II/P     | 22       |          |
| 217  | 1941 | Milano                                | Duomo di Milano                                     | II/P     | 16       |          |
| 227  | 1941 | Torino                                | Santuario di Maria Ausiliatrice                     | III/P    | 67       |          |
| 241  | 1942 | Sansepolcro                           | Duomo di Sansepolcro                                | II/P     | 29       |          |
| 246  | 1942 | Roma                                  | Basilica di Santa Prassede                          | II/P     | 26       |          |
| 268  | 1948 | Messina                               | Duomo di Messina                                    | V/P      | 170      |          |
| 291  | 1950 | Napoli                                | Basilica di San Pietro ad Aram                      | II/P     | 29       |          |
| 300  | 1951 | Chiusi della Verna                    | Santuario della Verna                               | IV/P     | 91       |          |
| 337  | 1953 | Livorno                               | Chiesa dei Santi Pietro e Paolo                     | II/P     | 10       |          |
| 328  | 1954 | Messina                               | Chiesa del Carmine                                  | II/P     | 20       |          |
| 334  | 1954 | Salerno                               | Cattedrale di Santa Maria degli Angeli              | III/P    | 53       |          |
| 372  | 1957 | Milano                                | Chiesa di Sant'Angelo                               | IV/P     | 76       |          |
| 394  | 1959 | Roma                                  | Basilica di San Giovanni Bosco                      | III/P    | 70       |          |
| 406  | 1959 | Monza                                 | Chiesa di Santa Maria delle Grazie                  | II/P     | 20       |          |
| ?    | 1960 | Cava de' Tirreni                      | Chiesa di San Francesco e Sant'Antonio              | III/P    | 70       |          |
| 447  | 1962 | Roma                                  | Chiesa di Santa Maria Portae Paradisi               | II/P     | 18       |          |
| 463  | 1962 | Roma                                  | Basilica di San Pietro in Vaticano                  | IV/P     | 76       |          |
| 465  | 1963 | Arezzo                                | Chiesa di Santa Maria della Pieve                   | III/P    | 53       |          |
| 497  | 1964 | Montebelluna                          | Duomo di Montebelluna                               | III/P    | 34       |          |
| 499  | 1964 | Napoli                                | Basilica dell'Incoronata Madre del Buon Consiglio   | III/P    | 45       |          |
| 520  | 1966 | Siena                                 | Duomo di Siena                                      | IV/P     | 72       |          |
| ?    | 1966 | Sora (Fr)                             | Duomo                                               | II/P     | 16       |          |
| 531  | 1966 | Collevalenza                          | Santuario dell'Amore Misericordioso                 | III/P    | 55       |          |
| 533  | 1966 | Barcellona Pozzo di Gotto             | Basilica minore di San Sebastiano                   | III/P    | 41       |          |
| 544  | 1968 | Bologna                               | Basilica di Santa Maria dei Servi                   | III/P    | 60       |          |
| 579  | 1969 | Gerusalemme                           | Basilica del Santo Sepolcro                         | II/P     | 28       |          |
| 637  | 1970 | Maerne                                | Chiesa di San Pietro                                | II/P     | 32       |          |
| 595  | 1971 | Milano                                | Duomo di Milano                                     | II/P     | 17       |          |
| 638  | 1972 | Venezia                               | Basilica di San Marco                               | II/P     | 34       |          |
| 645  | 1972 | Brescia                               | Chiesa di Santa Maria della Pace                    | III/P    | 64       |          |
| 649  | 1972 | Sassari                               | Basilica del Sacro Cuore                            | III/P    | 39       |          |
| 963  | 1975 | Firenze                               | Auditorium Fondazione Cassa di Risparmio di Firenze | III/P    | 64       |          |
| 345  | 1975 | Avezzano                              | Cattedrale di Avezzano                              | II/P     | 28       |          |
| 879  | 1990 | Cappella di Scorzè                    | Chiesa di San Giovanni Battista                     | II/P     | 18       |          |

#### Altre opere
- Basilica-Santuario di Sant'Antonio di Padova ad Afragola (1928-1929)
- Malta, la Collegiata Basilica di Birkirkara dedicata a Santa Elena Imperatrice (1928)
- Duomo di Sant'Angelo in Vado a Sant'Angelo in Vado (1933)
- Liceo Musicale "Giuseppe Verdi" di Torino (1933)
- Basilica di Santa Croce in Gerusalemme Roma (1950)
- Auditorium Pio XII di Roma (1951)
- Auditorium Rai di Torino (1953)
- Scuola Nazionale di Musica di Rio de Janeiro (1954)
- Collegio Santa Rosa a Niterói (Brasile) (1956)
- Auditorium Nazionale di Città del Messico (1959)
- Auditorium Rai di Napoli (1963)
- Duomo di Cava de' Tirreni (1964)
- Conservatorio Santa Cecilia, Roma (1966)
- Teatro Comunale di San Paolo (Brasile) (1968)
- Conservatorio Giovanni Battista Martini, Bologna (1971)
- Chiesa del Cuore Immacolato della Vergine Maria di Albano Laziale (1973)
- Conservatorio Statale di Musica di Piacenza (1975)
- Chiesa Parrocchiale di Nostra Signora del Soccorso e San Rocco di Genova Pra' (1984)

### Restauri
La ditta si è occupata anche di restauri di organi storici, come il Lorenzo da Prato (1475) ed il Baldassarre Malamini (1590) della Basilica di San Petronio a Bologna, il Giacomo da Prato (1507) della Tempio Civico della Beata Vergine Incoronata a Lodi, il Serassi (1788) della cappella ducale di San Liborio a Colorno (PR), il Concone della Basilica di Superga a Torino, il Serassi (1781) con meccanica sotterranea della Basilica di Sant'Alessandro in Colonna a Bergamo ed altri.

## Cronologia genealogica della famiglia Tamburini
|               |               |                                      |                                      |                                               |                                               |                      |                                       |                                          |                                          |               |               |               |               |
|               |               |                                      |                                      |                                               |                                               | Giovanni *1857 †1942 |                                       |                                          |                                          |               |               |               |               |
|               |               |                                      |                                      |                                               |                                               |                      |                                       |                                          |                                          |               |               |               |               |
|               |               |                                      |                                      |                                               |                                               |                      |                                       |                                          |                                          |               |               |               |               |
|               |               |                                      |                                      | Cecilia *1894 †1964 sp. Umberto Anselmi *? †? | Cecilia *1894 †1964 sp. Umberto Anselmi *? †? | Maria *1895 †?       | Maria *1895 †?                        | Lucia *1903 †1971 sp. ? Severgnini *? †? | Lucia *1903 †1971 sp. ? Severgnini *? †? |               |               |               |               |
|               |               |                                      |                                      |                                               |                                               |                      |                                       |                                          |                                          |               |               |               |               |
|               |               |                                      |                                      |                                               |                                               |                      |                                       |                                          |                                          |               |               |               |               |
|               |               | Franco Anselmi-Tamburini *1920 †2001 | Franco Anselmi-Tamburini *1920 †2001 |                                               |                                               |                      | Luciano Anselmi-Tamburini *1921 †1999 | Luciano Anselmi-Tamburini *1921 †1999    |                                          |               |               |               |               |
|               |               |                                      |                                      |                                               |                                               |                      |                                       |                                          |                                          |               |               |               |               |
|               |               |                                      |                                      |                                               |                                               |                      |                                       |                                          |                                          |               |               |               |               |
|               | Cecilia *1953 | Cecilia *1953                        | Saverio *1958                        | Saverio *1958                                 |                                               | Claudio *1949        | Claudio *1949                         | Umberto *1958                            | Umberto *1958                            |               |               |               |               |
|               |               |                                      |                                      |                                               |                                               |                      |                                       |                                          |                                          |               |               |               |               |
|               |               |                                      |                                      |                                               |                                               |                      |                                       |                                          |                                          |               |               |               |               |
|               |               | Gaia *1996                           | Gaia *1996                           | Giovanni *1999                                | Giovanni *1999                                | Marcello *1975       | Marcello *1975                        |                                          |                                          |               |               |               |               |
|               |               |                                      |                                      |                                               |                                               |                      |                                       |                                          |                                          |               |               |               |               |
|               |               |                                      |                                      |                                               |                                               |                      |                                       |                                          |                                          |               |               |               |               |
| Cecilia *2001 | Cecilia *2001 | Matteo *2002                         | Matteo *2002                         | Tommaso *2004                                 | Tommaso *2004                                 | Maria *2008          | Maria *2008                           | Caterina *2009                           | Caterina *2009                           | Stefano *2012 | Stefano *2012 | Rebecca *2015 | Rebecca *2015 |